# Музей-планетарий "Харьков Космический"
Музей-планетарий "Харьков Космический" — космический и образовательный центр Харькова.

## История
В переулке Кравцова (быв. Мордвиновский), 15 с 1957 года по настоящее время располагается планетарий, второй по возможностям планетарий на Украине.
Первоначальное двухэтажное здание было построено для Мордвиновской (по прежнему названию переулка) ашкеназской синагоги, возведённой в 1910-х годах. Синагога прослужила до 1936 и затем была переделана в клуб. Во время Второй Мировой войны здание было частично разрушено. Когда власти в 1949-м закрыли Хоральную синагогу, то предложили еврейской общине взамен руины Мордвиновской синагоги — но с условием восстановить её в определённые сроки. Средств на восстановление у общины не было и руины забрали обратно. В 1957 году по инициативе советского астронома Николая Павловича Барабашова в перестроенном здании был открыт Харьковский планетарий. Первым установленным аппаратом под шаровым куполом здания был «Планетарий УП-4». С первых дней работы планетария были созданы астрономические кружки для учащихся разных возрастов.
В 1962 году «Планетарий УП-4» был заменён немецким «Малым Цейссом».
В 1970—1974 годах проводилась полная реконструкция здания, демонтаж старого купола (8 метров в диаметре) и установка нового — пятнадцатиметрового. Также вместо старого аппарата «Малый Цейсс» установили новый — «Средний Цейсс».
19 февраля 1975 года в Харьковском планетарии проходил Всесоюзный семинар директоров планетариев СССР и торжественное открытие нового аппарата «Средний Цейсс» с программным управлением — первого аппарата-автомата в Советском Союзе.
В 2011 году открылся малый звёздный зал и зал с виртуальным телескопом. Теперь наблюдать за планетами и звёздами с помощью телескопа посетители могут даже днём. Был покрашен купол (за последние 30 лет) звёздного зала, кресла задних рядов были подняты амфитеатром. С 2001 года директор планетария - Г. В. Железняк.
В течение 2014 года в большом звёздном зале силами сотрудников планетария было установлено и настроено новое оборудование и с февраля 2015 года демонстрируются познавательные полнокупольные видео-шоу.
В 2017 году полнокупольная FullDome видео система была настроена таким образом, что качество демонстрации видео на всём куполе аналогично демонстрации программ в крупнейших современных планетариях мира.
Директора Харьковского планетария:
1. Балакирева Людмила Ивановна. 1957 - 19.02.60.
2. Коваль Иван Кириллович. 20.02.60 - 29.09.60.
3. Ревинский Степан Павлович. 29.09.60 - 10.01.66.
4. Смотров Георгий Анатольевич. 10.01.66 - 02.02.80.
5. Савво Михаил Яковлевич. 02.02.80 - 05.08.91
6. Прозументор Исаак Вениаминович. 06.08.91 - 01.11.01.
7. Железняк Галина Васильевна с 05.11.2001 г.по настоящие время.

## Музей Космос
23 марта 2008 года в музее Космос Харьковского планетария открыта экспозиция, посвящённая уфологическим исследованиям. В ней представлена информация об аномальных зонах планеты, посланиях землян другим цивилизациям, астрономические данные о возможности жизни в других мирах, художественная галерея фигур инопланетян.
С февраля по март 2012 года проводилась реконструкция музея, установлены новые экспонаты: модели ракет-носителей и космических аппаратов, фигура Ю. А. Гагарина и проч. За период 2012-2017 гг. музей пополнился экспонатами: модель Лунохода-1, МКС, станция МИР, Союз-Аполлон, Вояджер, маятник Фуко, телескоп им. Хаббла.

## Интересные факты
- В холле планетария установлен крупнейший на Украине рельефный глобус Земли.
- В музее можно увидеть настоящее колесо, как те, что устанавливались на советские Луноходы (производство Харьковского велозавода).
- Харьковский планетарий был открыт в год запуска первого искусственного спутника земли — в 1957 г.
- Здание построено в 1912—1915 годах как синагога, действующая с 1915 по 1936 гг. В 1920-е годы из Мордвиновской синагоги осуществлялось управление всей еврейской общиной Харькова. После ликвидации разрушений, полученных зданием в годы Второй мировой войны, в нём некоторое время базировался Театр украинской драмы им. Т. Шевченко[1].